# AEG C.IV
Principale production AEG durant la Première Guerre mondiale, l'AEG C.IV était un biplace de reconnaissance légèrement plus grand que l'AEG C.II, mais se distinguait par un entreplan plus important, un moteur Mercedes D.III, et l’apparition d’une mitrailleuse de capot.
Il fut créé spécialement pour opérer sur le front de l'Est, et pouvait emporter deux appareils photographiques pour effectuer des prises de vue au-dessus des positions ennemies, à une altitude permettant d'échapper à la chasse Russe.  
Les premiers exemplaires furent livrés en mai 1916. Après avoir donné toutes satisfactions au-dessus de la Pologne et de la Russie, certains furent déployés au-dessus de la Belgique et de la France jusqu'à la mi-1917, où ils furent remplacés par des Albatros C.V.
Produit à environ 400 exemplaires, utilisé jusqu'à la fin des hostilités, le C.IV se révéla robuste et fiable, et une fois atteint son altitude de mission il devenait pratiquement impossible à abattre. 45 exemplaires furent livrés à la Turquie. 
L'AEG C.IV donnera naissance à l'avion d'attaque au sol AEG J.I, et au bombardier de nuit connut sous la première désignation d'AEG C.IV N, puis AEG N.I.